# Friedrich Deppe
Friedrich Deppe (* 15. September 1908 in Bremen; † 14. Dezember 2005 ebenda) war ein deutscher Politiker (SPD) und Mitglied der Bremischen Bürgerschaft.  

## Leben
Deppe war als Zimmermann in Bremen tätig. Er war Mitglied der SPD. Vom November 1946 bis 1947 war er Mitglied der ersten gewählten Bremischen Bürgerschaft und in Deputationen der Bürgerschaft tätig.